# John Bunny
John Bunny (New York, 1863. szeptember 21. – Brooklyn, 1915. április 26.) amerikai színész. George Bunny (1867–1952) színész testvére volt.

## Élete és pályafutása
1883-ban kezdte meg színészi pályafutását. 1909–1915 között több mint 170 rövidfilm szereplője volt. 1910-ben szerződött a Vitagraph gyárhoz s rövidesen a némafilmes korszak egyik ismert szereplője lett. 1960-ban csillagot kapott a Hollywood Walk of Fame-en.
Számos burleszkben játszott. Közönségünk Duci bácsi néven kedvelte meg. Stílusának sajátossága élénk mimikája volt. Főként George D. Baker filmrendező komédiáinak volt komikus hőse. Angliában is filmezett.

## Magánélete
1890–1915 között Clara Scallan volt a felesége.

## Filmjei
- Cohen at Coney Island (1909)
- Az én öreg hollandom (1910)
- William bácsi (1910)
- Davy Jones és Bragg kapitány (Davy Jones and Captain Bragg) (1910)
- Az új tanító (1910)
- Az új gyorsíró (The New Stenographer) (1911)
- Hiúság vására (Vanity Fair) (1911)
- Három katona (1911)
- William bácsi öröksége (1911)
- Alsószoknyás hölgy (1911)
- Aunty tévedése (1911)
- Aunty regénye (1911)
- Tuskók (Chumps) (1912)
- Az asszony és a babák (1912)
- A török fürdő (1912)
- A kellemetlen mostohalányok (The Troublesome Step-Daughters) (1912)
- Barnacle kapitány (1912)
- Ida karácsonya (Ida's Christmas) (1912)
- John Tobin szeretője (John Tobin's Sweetheart) (1913)
- Duci bácsi és a derby (Bunny at the Derby) (1913)
- A Pickwick Klub (1913)
- Duci bácsi tévedése (1913)
- A király embere (1913)
- Bill bácsi (1914)
- Az új titkár (1914)
- Johanna a barbár (1914)
- Nelly vagy Letty (1914)
- Mary Jane vendéglátásai (1914)
- Duci bácsi születésnapja (Bunny's Birthday) (1914)
- Duci bácsi kis testvére (Bunny's Little Brother) (1914)
- Nehéz gazemberek (1915)